# La ragazza con l'orecchino di perla (film)
La ragazza con l'orecchino di perla (Girl with a Pearl Earring) è un film del 2003 diretto da Peter Webber.
La pellicola è ispirata al romanzo omonimo di Tracy Chevalier ed entrambi ruotano attorno alla vita del pittore Johannes Vermeer, meglio noto come Jan Vermeer, ed in particolare al suo quadro Ragazza col turbante, noto anche con il titolo di Ragazza con l'orecchino di perla.
Il film è stato candidato a tre premi Oscar: migliore scenografia, migliore fotografia e migliori costumi.

## Trama
Anno 1665. Griet è una ragazza olandese che vive a Delft. Suo padre è un pittore di ceramiche divenuto cieco per un incidente sul lavoro; a causa delle difficoltà economiche familiari, Griet viene mandata a servire a casa del pittore Jan Vermeer. Emerge presto che anche Vermeer ha difficoltà a mantenere il suo elevato tenore di vita, tenuto conto del fatto che ha un gran numero di figli e che non riesce a produrre più di due o tre quadri all'anno data la sua smania di perfezione.
Con il tempo, Griet si abitua alla sua nuova vita e mostra segretamente interesse e innata comprensione riguardo ai colori ed alla pittura. Notando ciò, Vermeer le insegna come preparare i colori per i suoi dipinti, ma tiene segreti questi incontri a sua moglie Catharina. Mentre Griet svolge le commissioni fuori casa, incontra un giovane di nome Pieter, che rimane attratto da lei, ma Griet non mostra subito di ricambiare i suoi sentimenti. Anche il mecenate di Vermeer, Van Ruijven, prova attrazione per Griet e chiede a Vermeer di farla lavorare per lui.
Vermeer rifiuta, ma per mantenere buone relazioni con Van Ruijven, la sua sola fonte di reddito, deve accettare l'incarico di dipingere per lui un ritratto di Griet. In realtà Vermeer prova un desiderio personale di ritrarla, ma sa che deve nasconderlo a sua moglie, complice la suocera di lui, Maria Thins, che sembra vedere la ragazza utile alla carriera del pittore. Nel periodo in cui Vermeer dipinge il quadro, la sua relazione con Griet diviene più intima, mentre peggiora quella con la moglie, così che quest'ultima mostra sempre maggiore ostilità verso la ragazza. Quando il dipinto è ormai ultimato, la moglie di Vermeer scopre la verità, incluso il fatto che Vermeer aveva ritratto Griet con i suoi orecchini di perla.
Nel confronto finale con Griet, la moglie si sente insultata dal marito quando questi le dice di aver dipinto Griet anziché lei perché quest'ultima riusciva a capire meglio la sua arte. Griet viene allontanata dalla casa e va a vivere con Pieter. La scena finale vede la cuoca Tanneke che porta gli orecchini di perla a Griet, implicitamente da parte di Vermeer che così la omaggia e saluta per l'ultima volta.

## Distribuzione

### Edizione italiana

#### Doppiaggio
L'edizione italiana del film è a cura di Elisabetta Bucciarelli, anche autrice dei dialoghi, per CDL.

## Riconoscimenti
- 2003 – Camerimage
  - Rana di bronzo a Eduardo Serra

- 2003 – Dinard British Film Festival
  - Premio del pubblico a Peter Webber
  - Hitchcock d'Oro a Peter Webber

- 2003 – San Diego Film Critics Society Awards
  - Miglior fotografia a Eduardo Serra

- ? – Festival internazionale del cinema di San Sebastián
  - Miglior fotografia a Eduardo Serra

- 2004 – Los Angeles Film Critics Association
  - Miglior fotografia a Eduardo Serra